# Liste der Bürgermeister von Kaag en Braassem
Dieses ist die Liste der Bürgermeister von Kaag en Braassem in der niederländischen Provinz Südholland seit der Gründung der Gemeinde am 1. Januar 2009.
| Bürgermeister                | Bürgermeister                | Partei | Partei | Amtszeit  | Anmerkungen |
| ---------------------------- | ---------------------------- | ------ | ------ | --------- | ----------- |
| Bas Eenhorn                  | Bas Eenhoorn                 |        | VVD    | 1991–2010 |             |
| Marina van der Velde-Menting | Marina van der Velde-Menting |        | VVD    | 2010–2021 |             |
|                              | Astrid Heijstee-Bolt         |        | D66    | seit 2021 | [ 1 ]       |